# Opiekun (czasopismo)
Opiekun – czasopismo diecezji kaliskiej ukazujące się co dwa tygodnie.
Pierwszy numer „Opiekuna” ukazał się na rocznicę wizyty papieża Jana Pawła II w Kaliszu z datą 31 maja–13 czerwca 1998. Pierwszym redaktorem naczelnym pisma został Marian Rybicki, który wraz z grupą współpracowników przygotował koncepcję, kształt i szatę graficzną pisma. Drugim redaktorem naczelnym od 1 lipca 1998 do 1 września 2008 był ks. Krystian Szenowski. Od 1 września 2008 roku trzecim redaktorem naczelnym jest ks. Andrzej Antoni Klimek.  
Opiekun ukazuje się co dwa tygodnie. Wyjątkowo w czasie pandemii Koronawirusa i limitem wiernych w kościołach numer 8 (573) ukazał się po trzech tygodniach na Święta Wielkanocne 12 kwietnia 2020, a kolejny numer 9 (574) 24 maja 2020 roku po przerwie wydawniczej i wrócił do stałego ukazywania się co dwa tygodnie. 

W dwutygodniku publikowane są artykuły o tematyce religijnej, teologicznej, moralnej, podejmujące tematy wychowawcze i rodzinne.
Czasopismo powstało, aby ukazywać życie diecezji kaliskiej, jej parafie, instytucje, ludzi oraz wydarzenia. Rozwija kult św. Józefa patrona diecezji i czasopisma. 
„Opiekun” nie korzysta z usług dystrybutorów prasy. Posiada własny kolportaż wykorzystując sieć parafialną. Pismo przez lata zwiększa objętość oraz rozwija swoją szatę graficzną.